# Toy Story Racer
Toy Story Racer é um jogo de corrida para o PlayStation baseado no filme "Toy Story", da Pixar. O jogo foi produzido pela Traveller's Tales e lançado em 23 de março de 2001. Em Toy Story Racer, os jogadores poderão apostar corridas em diferentes lugares, todos vistos no filme Toy Story. O jogo é baseado no primeiro filme, tanto que personagens e cenários de Toy Story 2 não se fazem presentes.

## Jogabilidade
Cada personagem possui um número diferente de fases (de oito até vinte e duas fases por personagem), totalizando duzentas. O objetivo do jogo é coletar duzentos soldados de plástico, para chegar a um bônus ao final do jogo, que são quebra-cabeças. O jogador deverá ir alternando entre os personagens de acordo com o total de fases habilitadas de cada um. Existem algumas fases que servem para habilitar os outros personagens do jogo.

## Personagens
Há doze personagens jogáveis. No início só haverá quatro. O jogador deverá ir habilitando os outros oito personagens. São eles:   
Iniciais:
Woody - O cowboy líder dos brinquedos.
- Cor da seta: vermelho.
- Cores do carro: vermelho e amarelo.
- Cor da antena do carro: azul.

Buzz Lightyear - O brinquedo espacial, melhor amigo de Woody.
- Cor da seta: branco.
- Cores do carro: azul e branco.
- Cor da antena do carro: amarelo.

C.R. - O carrinho de controle-remoto, amigo de Woody e Buzz.
- Cor da seta: verde.
- Cores do carro: verde e azul.
- Cor da antena do carro: vermelho.

Betty - A pastora de ovelhas de três cabeças.
- Cor da seta: rosa claro.
- Cores do carro: rosa e branco.
- Cor da antena do carro: verde.

Desbloqueáveis:
Rex - O tiranossauro medroso.
- Cor da seta: verde escuro.
- Cores do carro: amarelo e verde escuro.
- Cor da antena do carro: azul.

Porquinho - O porco-cofre.
- Cor da seta: rosa escuro.
- Cores do carro: rosa escuro e amarelo.
- Cor da antena do carro: azul.

Slinky - O cachorro de mola.
- Cor da seta: laranja.
- Cores do carro: verde e amarelo.
- Cor da antena do carro: vermelho.

Sr. Cabeça de Batata - O brinquedo desmontável da Hasbro.
- Cor da seta: laranja escuro.
- Cores do carro: vermelho e amarelo.
- Cor da antena do carro: azul.

Alien - o ET do Pizza Planet. 
- Cor da seta: verde limão.
- Cores do carro: azul e vermelho.
- Cor da antena do carro: verde escuro.

Rocky - O brinquedo lutador.
- Cor da seta: amarelo.
- Cores do carro: azul e amarelo.
- Cor da antena do carro: rosa.

Olho-Vivo - O binóculo.
- Cor da seta: azul.
- Cores do carro: verde e amarelo.
- Cor da antena do carro: amarelo.

Bebê Chorão - Um dos brinquedos de Sid, uma aranha metálica com a cabeça de uma boneca bebê caolha. 
- Cor da seta: marrom.
- Cores do carro: preto e vermelho.
- Cor da antena do carro: laranja.

## Tipos de fases
- Smash challenge: É um tipo de batalha onde você terá de eliminar os outros personagens jogando itens. Pode ou não ter pontos. Estes dependem de quantos personagens você eliminou. São representadas por uma luva de boxe.

- Race challenge: Existem vários tipos dessa fase. São representadas por uma bandeira de fórmula 1. 
  - Knockout race challenge - quem ficar por último lugar quando passada uma volta é eliminado. Ganha quem ficar por último.
    - Reverse knockout race challenge - você irá na contra-mão com as mesmas regras de Knockout race challenge.
    - Knockout tounament race chalenge - é um torneio com as mesmas regras de Knockout race challenge.

  - Race tournament challenge - é um torneio com várias corridas. Sempre terá pontos. Pode ter de três a oe]] corridas.
    - Reverse Race tournament challenge - é um torneio na contra-mão, com as mesmas regras de Race tournament challenge.

  - Survival race challenge - quem for atingido por um item é eliminado. Ganhará se terminar a corrida antes do tempo acabar, ficando em primeiro.
    - Reverse survival race challenge - você irá na contra-mão, com as mesmas regras de survival race challenge.

  - Super survival race challenge - quem for atingido por um item é eliminado. Ganhará se terminar a corrida antes do tempo acabar, e ficar somente você na corrida.
    - Super reverse survival race challenge - você irá na contra-mão, com as mesmas regras de super survival race challenge.

  - Lap trial challenge - só irá você na corrida e deverá termina-la antes que o tempo acabe. Se ele acabar você terá várias outras chances, até você conseguir.
    - Reverse Lap trial challenge - você irá na contra-mão, com as mesmas regras de Lap Trial challenge.

  - Endurance challenge - só irá você na corrida, vai ter várias voltas e quando você terminar uma delas, o tempo que sobrou será acrescentado ao tempo inicial.
    - Reverse Endurance challenge - você irá na contra-mão, com as mesmas regras de Endurance Challenge.

  - Reverse race challenge - é uma corrida onde você irá na contra-mão.
  - Countdown race challenge - só irá você na corrida e será um torneio. Por exemplo: o tempo inicial foi 3 minutos. Na primeira corrida você terminou em 45 segundos. Você irá começar a segunda corrida com o tempo de 2min15s.

- Collection challenge: É um tipo de fase onde você terá de coletar cinco palhaços espalhados pela fase antes do tempo acabar. São representadas por um palhaço.

- Target challenge: É um tipo de fase onde você terá de jogar alguns dos itens em cinco alvos espalhados pela fase antes do tempo terminar. São representadas por um alvo.

- Smash Tag challenge: Voce deverá eliminar os outros personagens, jogando itens neles. São representadas por uma rede de caça.

- Tag challenge: Voce deverá eliminar os personagens, encostando neles. São representadas por uma rede de caça.

## Fases
Existem 11 fases de corrida:
- Andy's House: é a casa de Andy.
- Sid's Yard: é o quintal de Sid.
- Pizza Planet: tem um foguete e vários planetas imaginários.
- Sid's House: é a casa de Sid.
- Sid's Attic: é o sótão da casa de Sid.
- Skate Park: é uma pista de skate, com rampas, escadas e buracos. Também serve como arena de batalha.
- Mall: é um shopping, com escadas rolantes e um pequeno lago.
- Pier: é um lugar próximo ao mar.
- Parking lot: é um estacionamento. Também é uma das arenas de batalha.
- Neighborhood: é a vizinhança da casa de Andy.
- Andy's New House: é a nova casa de Andy.

Existem 7 fases de batalha:
- Gas station: é um posto de gasolina. O mesmo que aparece no filme.
- Arcade: é um salão com jogos eletrônicos. Este faz parte da lanchonete Pizza Planet.
- Diner: é um restaurante. A parte de alimentação do Pizza Planet
- Bowling Alley: é uma pista de boliche.
- Cinema: é um cinema onde passa algumas cenas do filme Toy Story.
- Ice rink: é um campo de hóquei no gelo.
- Basketball court: é uma quadra de basquete. Em sua parede estão o alguns personagens de Toy Story, desenhados por grafite

## Itens
Os itens ficam dentro de caixas coloridas, que pode ser amarelas, rosas, vermelhas e azuis.
- Disco voador: ficam dentro das caixas azuis. Eles perseguem o personagem que está a sua frente.

- Foguete: ficam dentro das caixas azuis. Eles perseguem o personagam que está a sua frente, mas vão em linha reta.

- Bola de boliche: ficam dentro das caixas amarelas. Vão com pouca intensidade para frente.

- Bola: ficam dentro das caixas amarelas. Vão quicando para trás. Se encostarem na parede explodem.

- Ovelha: ficam dentro das caixas rosas. Vão para trás e ficam parados no lugar onde você o deixou. Depois de algum tempo explodem.

- Pião: ficam dentro das caixas rosas. Vão para os lados, dependendo de onde aparecer.

- Choque: ficam dentro das caixas vermelhas. Aparecem na antena dos carros. Quando aparecer o rosto de um personagem na sua antena é só soltar, que o personagem que apareceu levará um choque.

- Pilha: fica dentro das caixas vermelhas. Ela é um turbo, que faz os personagens correrem mais rápido.

## Pontuação
| Posição     | Pontos   |
| ----------- | -------- |
| 1º colocado | 8 pontos |
| 2º colocado | 7 pontos |
| 3º colocado | 6 pontos |
| 4º colocado | 5 pontos |
| 5º colocado | 4 pontos |
| 6º colocado | 3 pontos |
| 7º colocado | 2 pontos |
| 8º colocado | 1 ponto. |

Observação: a pontuação mostrada acima só é válida se tiverem oito personagens na corrida (que é a maioria das vezes).

## Curiosidades
Rocky, Olho-Vivo, Bebê Chorão, Porquinho, CR e Slinky são os únicos que competem em todas as pistas ne corrida o modo 1 jogador.
Buzz é o único que compete em todas as pistas de batalha no modo 1 jogador
O único que não compete na pista Andy's House é o Rex
Buzz é o único que não compete na pista Pizza Planet.
E.T é o único que não compete na pista Sid's Attic e Sid's Yard
O único que não compete na pista Mall é o Sr Cabeça de Batata.
A única que não compete na pista Pier é a Betty.
Wood é o único que não compete nas pista Andy's New House e Parking Lot
Buzz e E.T não competem na pista Neighborhood
Os únicos que competem na pista Gas Station são Buzz e Rocky
Existe apenas 1 Smash challange com tempo para finalizar e é jogado pelo Buzz na pista Gas Station
Os únicos que competem na pista Basketball Court são Buzz, Olho-Vivo e Bebê Corão.
Os únicos que competem na pista Ice Rink são Woody, Rex, Buzz, Olho-Vivo e Bebe Chorão.
A única pista de batalha em que o Slinky compete é a Diner.
O primeiro Supersurvivor e jogado pelo Slinky.
Olho-Vivo e Babe Chorão não possuem jogos de collection
Betty, Rocky, Porquinho, CR e Alien não possuem Target.
CR e Olho-Vivo não possuem Supersurvivor.
Bebê Chorão não aparece em nenhum jogo de batalha a não ser que seja escolhido.
Porquinho e Rocky são os únicos em que tem competições em que se repetem pistas.
Woody não enfrenta o Bebê Chorão em nenhuma das suas corridas.
A pista Skate Park pode ser usada como pista de batalha com Buzz e Porquinho
A pista Parking Lot pode ser usada como pista de batalha no modo 2 jogadores.
Bebê Chorão e Olho-Vivo são os que tem menos competiçoes.
Os únicos que tem campeonato de Knockout são Woody, Buzz, Rocky e Slinky
Os únicos que jogam no modo Countdown são Rex, Bebê Chorão, CR, Buzz e Slinky.
Sr. Cabeça de Batata e Rocky, são os únicos desbloqueaveis que desbloqueiam outros personagens.
Bebê Chorão é o único personagem desbloqueado em uma corrida comum, os demais são desbloquedos em competições de Survival (Rex, Slinky), ou Tag / Smash Tag (Porquinho, Sr Cabeça de Batata, Alien, Rocky e Olho-Vivo)
Todas as fase de desbloqueio de personagens, o jogador enfrenta várias replicas dos personagens, sendo 7 Rex, 2 Porquinhos, 7 Slinky, 7 Sr Cabeça de Batata, 7 Aliens, 5 Rocky, 7 Olho-Vivo e 5 Bebê Chorão.
Além das fases de desbloqueios, existem outras competições que possuem replicas de personagens,  Como o Woody que enfrenta replicas de Alien em uma competição de smash, Rex, Olho-Vivo, Rocky enfrentam replicas de Aliens em corrida. Porquinho enfrenta réplicas de Rex em uma competição de survival, Betty e Olho-Vivo enfrentam réplicas de Bebê Chorão, e Woody e Olho-Vivo enfrentam réplicas da Betty. 
Os únicos que não enfrentam réplicas de nenhum outro personagem são Slinky, Alien e Bebê Chorão. 
Betty é a única personagem inicial que é possível enfrentar réplicas dela em uma corrida.
Não existem mais do que 5 réplicas do Bebê Chorão em uma corrida. Um exemplo é uma competição de knockout do Olho-Vivo em que existem 5 réplicas dele e mais dois outros personagens aleatórios.
Ao finalizar todos os desafios de um personagem, é liberado um nivel bônus, que é um puzzle de uma cena do filme relacionada ao personagem que concluiu todos os desafios.
Um dos finais mais frustrantes é o do Buzz, onde se espera por mais de 30 competições, pra quando libera a última corrida é apenas um Countdown com 3 pistas, ao contrário do Woody que é necessário esperar por mais tempo e encerra seus jogos e encerra com um Super survival.
Quando Olho-Vivo e Bebê Chorão são desbloqueados a maioria dos personagens já encerrou suas competições 